# Hybomitra sousadiasi
Hybomitra sousadiasi är en tvåvingeart som först beskrevs av Travassos Dias 1958.  Hybomitra sousadiasi ingår i släktet Hybomitra och familjen bromsar.
Artens utbredningsområde är Angola. Inga underarter finns listade i Catalogue of Life.